# اوبوسون (اورن)
اوبوسون (به فرانسوی: Aubusson) یک کمون در فرانسه است که در canton of Flers-Nord واقع شده‌است. اوبوسون ۳٫۹۰ کیلومتر مربع مساحت دارد ۲۶۴ متر بالاتر از سطح دریا واقع شده‌است.